# Frederick Unwin
Frederick Alfred „Fred“ Unwin (* 5. Oktober 1889 in Sheffield; † 28. Mai 1965 in London) war ein britischer Schwimmer.

## Karriere
Unwin begann seine Karriere auf nationalem Niveau mit Titelgewinnen in einigen regionalen Meisterschaften. 1908 nahm er an den Olympischen Spielen in London teil. Dort musste er sich im Wettbewerb über 100 m Rücken im Vorlauf dem späteren Olympiasieger Arno Bieberstein geschlagen geben. Für den Wettbewerb über 400 m Freistil war der Schwimmer ebenfalls gemeldet, trat aber nicht an. Bei den Spielen 1920 in Antwerpen und 1924 in Paris fungierte er als Trainer der britischen Schwimmmannschaft. Später trainierte er unter anderem den Prince of Wales. Neben dem Schwimmsport war Unwin als Ingenieur tätig.